# (1033) Simona
Pour les articles homonymes, voir Simona.
(1033) Simona est un astéroïde de la ceinture principale découvert le 4 septembre 1924 par l'astronome belgo-américain George Van Biesbroeck qui le nomma du prénom de sa fille. Sa désignation provisoire était 1924 SM.